# Stictopisthus hapaliae
Stictopisthus hapaliae là một loài tò vò trong họ Ichneumonidae.